# Przetacznik trójklapowy
Przetacznik trójklapowy (Veronica triloba (Opiz) Opiz) – gatunek rośliny należący do rodziny babkowatych (Plantaginaceae). Występuje w południowej i środkowej Europie oraz w Turcji, najliczniej w rejonie Bałkanów. Na północy sięga do południowej Polski i Niemiec. Roślina została także zawleczona do Ameryki Północnej. W Polsce znany jest z pojedynczych stanowisk na Wyżynie Małopolskiej i w południowej części Niziny Śląskiej.
W wyniku poliploidyzacji tego gatunku powstał przetacznik blady V. sublobata, a w wyniku skrzyżowania przetacznika trójklapowego z bladym wyewoluował przetacznik bluszczykowy V. hederifolia.

## Morfologia
PokrójRoślina zielna o łodydze zwykle leżącej u nasady i podnoszącej się na szczycie, długości od kilku do 30 cm, mniej lub bardziej owłosiona (bez gruczołków).
LiścieSkrętoległe, grube i ciemnozielone, szerokojajowate do zaokrąglonych, zwykle z trzema (zwłaszcza górne liście), rzadko pięcioma klapami (czasem tylko dolne liście), z których klapa środkowa jest wyraźnie szersza od bocznych. Liście osiągają zwykle do 10 mm długości (rzadziej do 15 mm) i do 12 mm szerokości (rzadziej do 18 mm). U nasady blaszka jest ucięta lub nieco sercowata. Powierzchnia blaszki jest z rzadka owłosiona.
KwiatyWyrastają pojedynczo w pachwinach liści osadzone na szypułkach krótszych od wspierających liści i osiągających co najwyżej 2,5 raza długość kielicha. Szypułka jest naga z wyjątkiem pasma krótkich włosków na górnej (doosiowej) stronie. Kielich z orzęsionymi na brzegu czterema szerokosercowatymi działkami, poza tym owłosionymi też na powierzchni. Korona czteropłatkowa, barwy ciemnoniebieskiej bądź fioletowej (tylko wnętrze gardzieli białawe), o średnicy 3–6 mm. Pręciki ciemnoniebieskie, słupek do ok. 1 mm długości.
OwoceTorebki kulistawe na przekroju, osiągające do 3 mm długości i 4–5 mm szerokości, nagie. Zawierają zwykle cztery nasiona (czasem mniej), barwy jasnożółtawobrązowej, eliptyczne i silnie urnowate, z silnie pomarszczonymi brzegami.

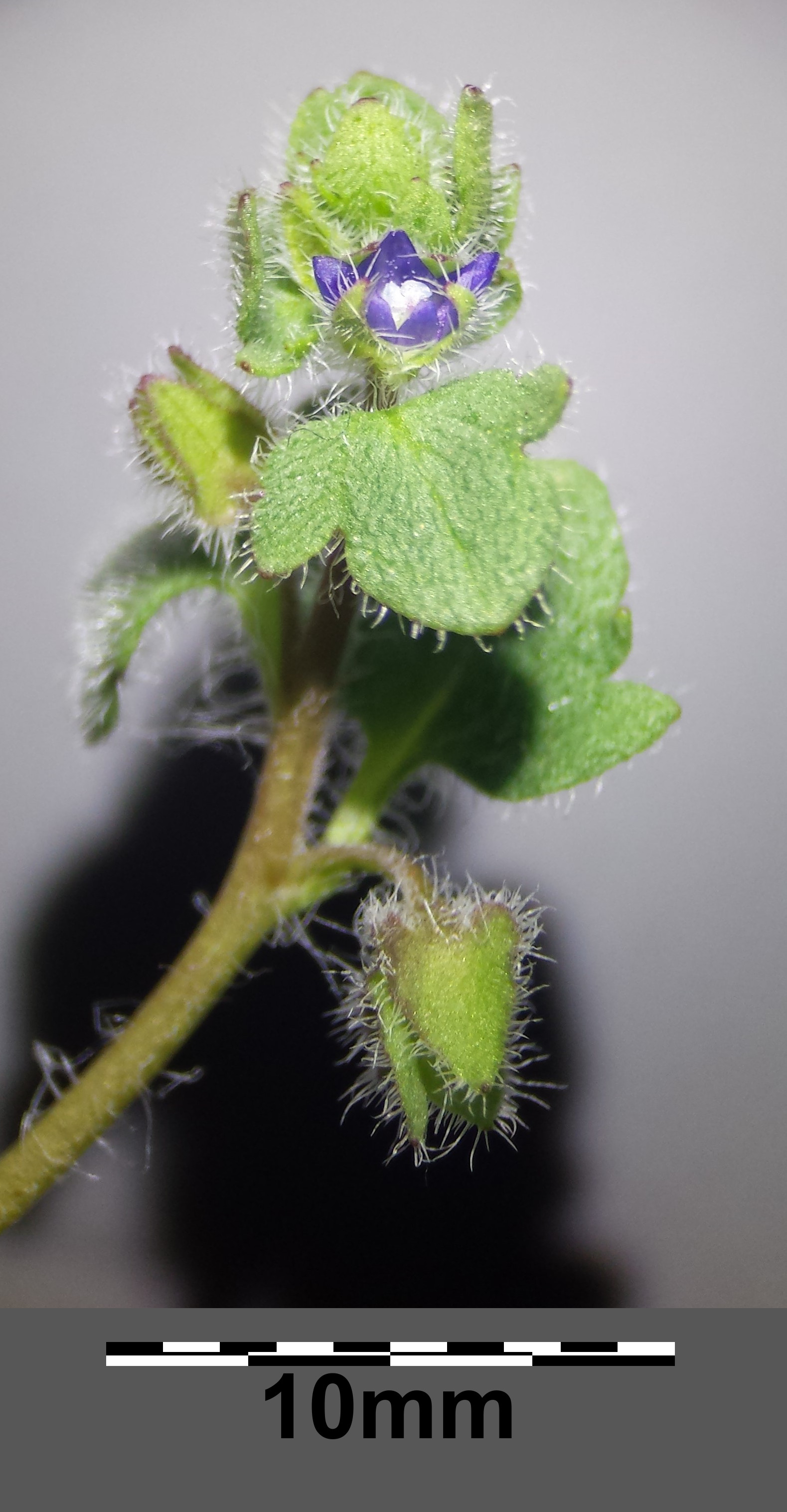
Kwitnący pęd
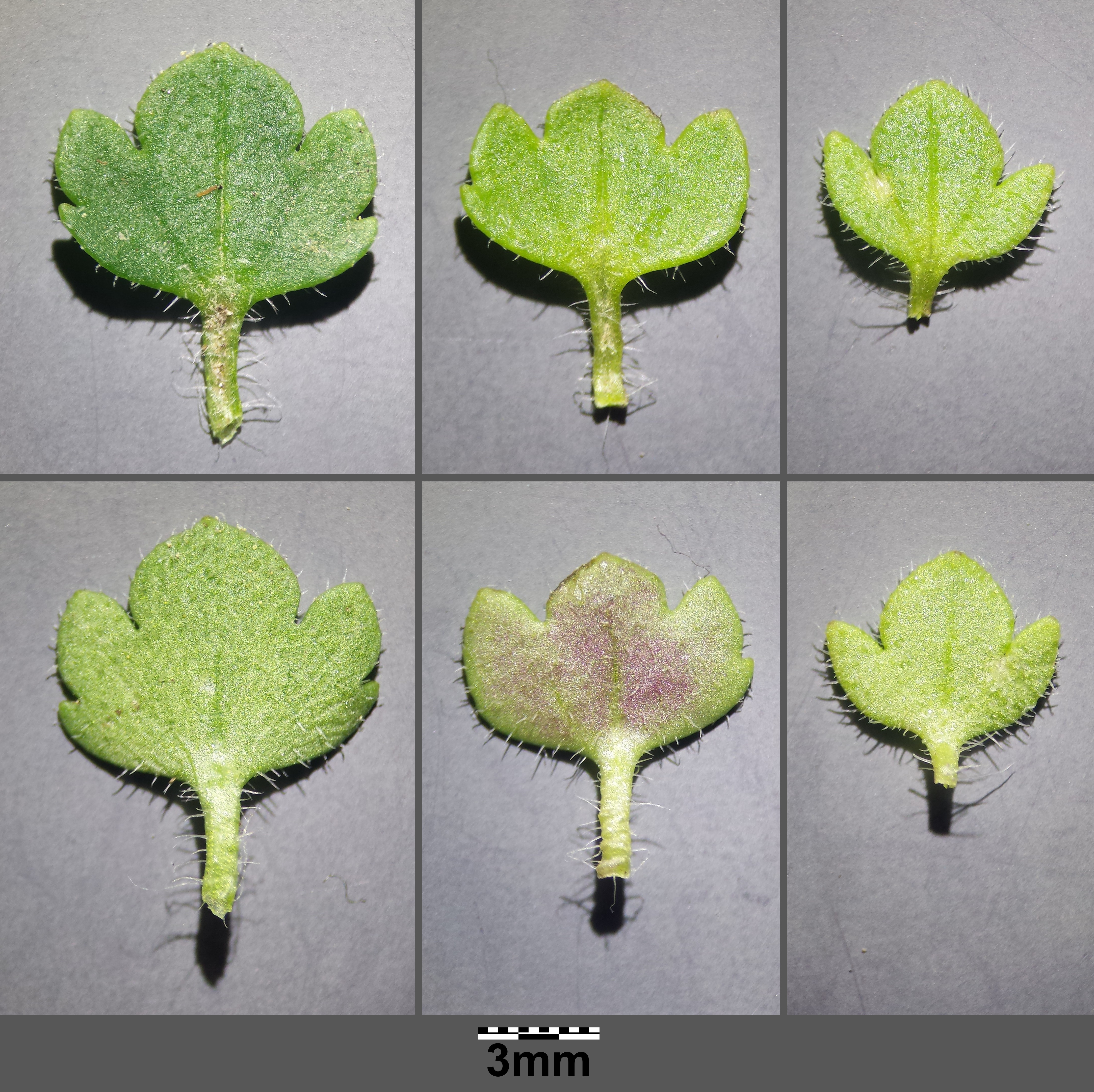
Liście
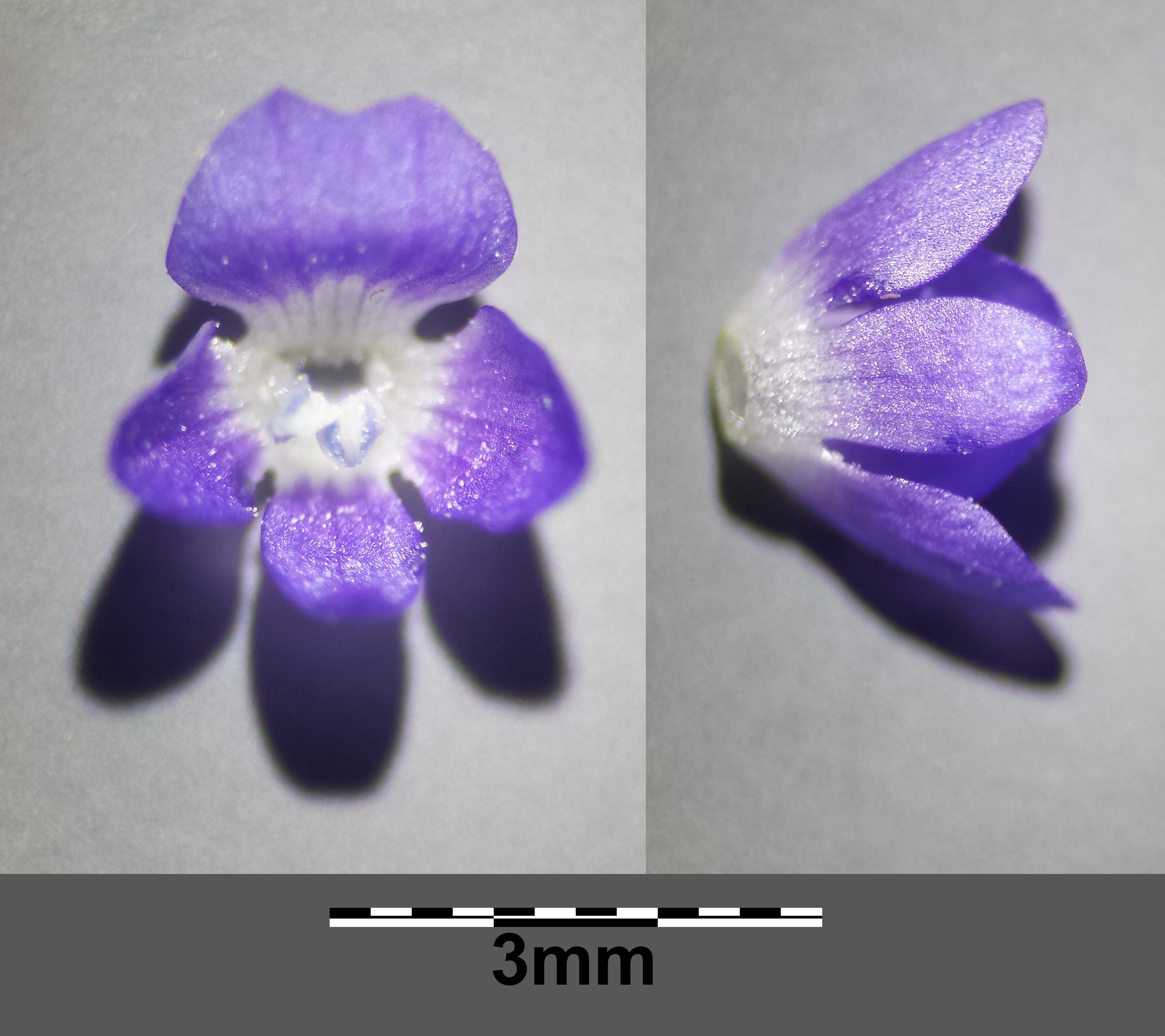
Intensywnie zabarwiony okwiat
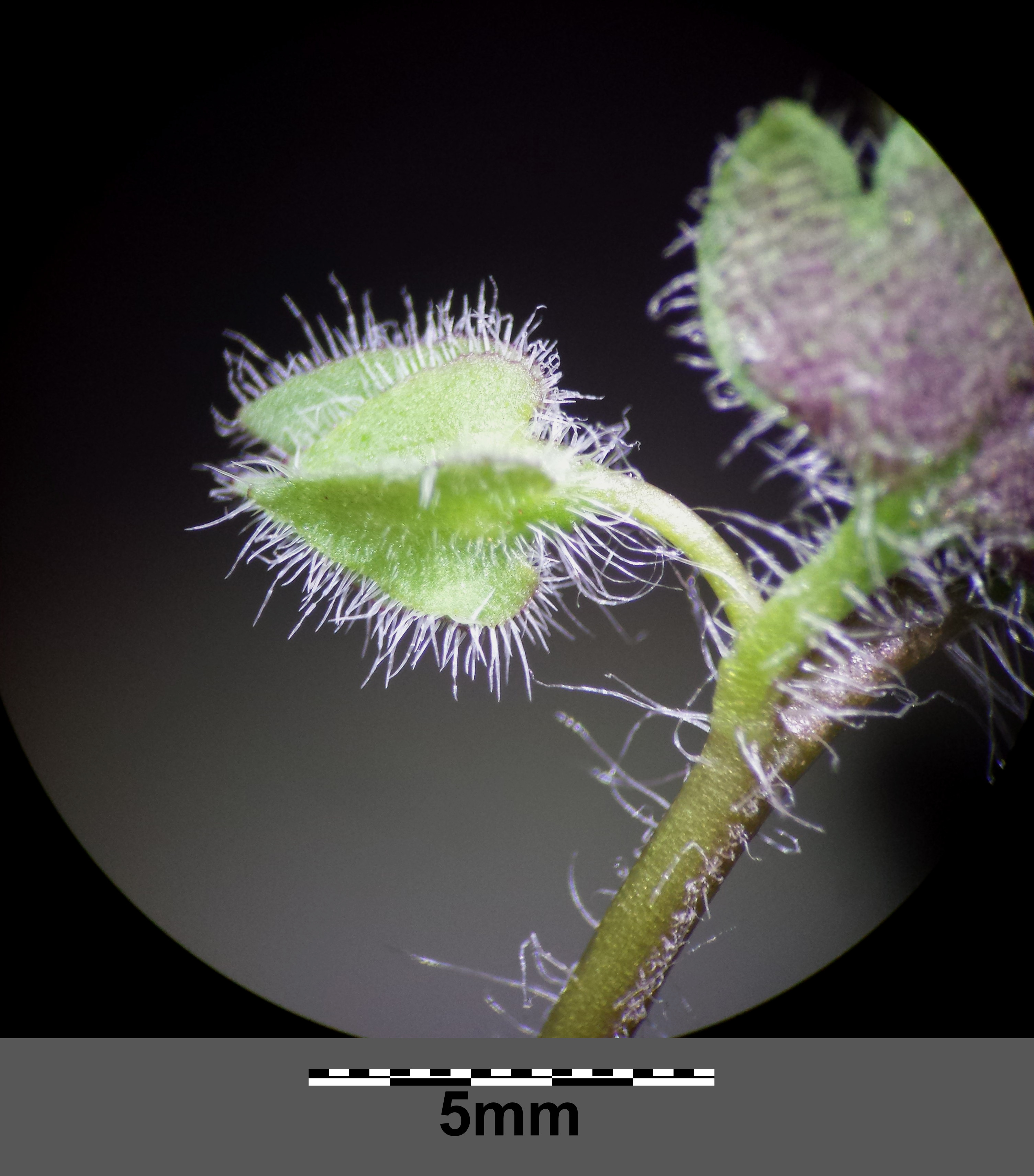
Owłosiony kielich i krótka szypułka
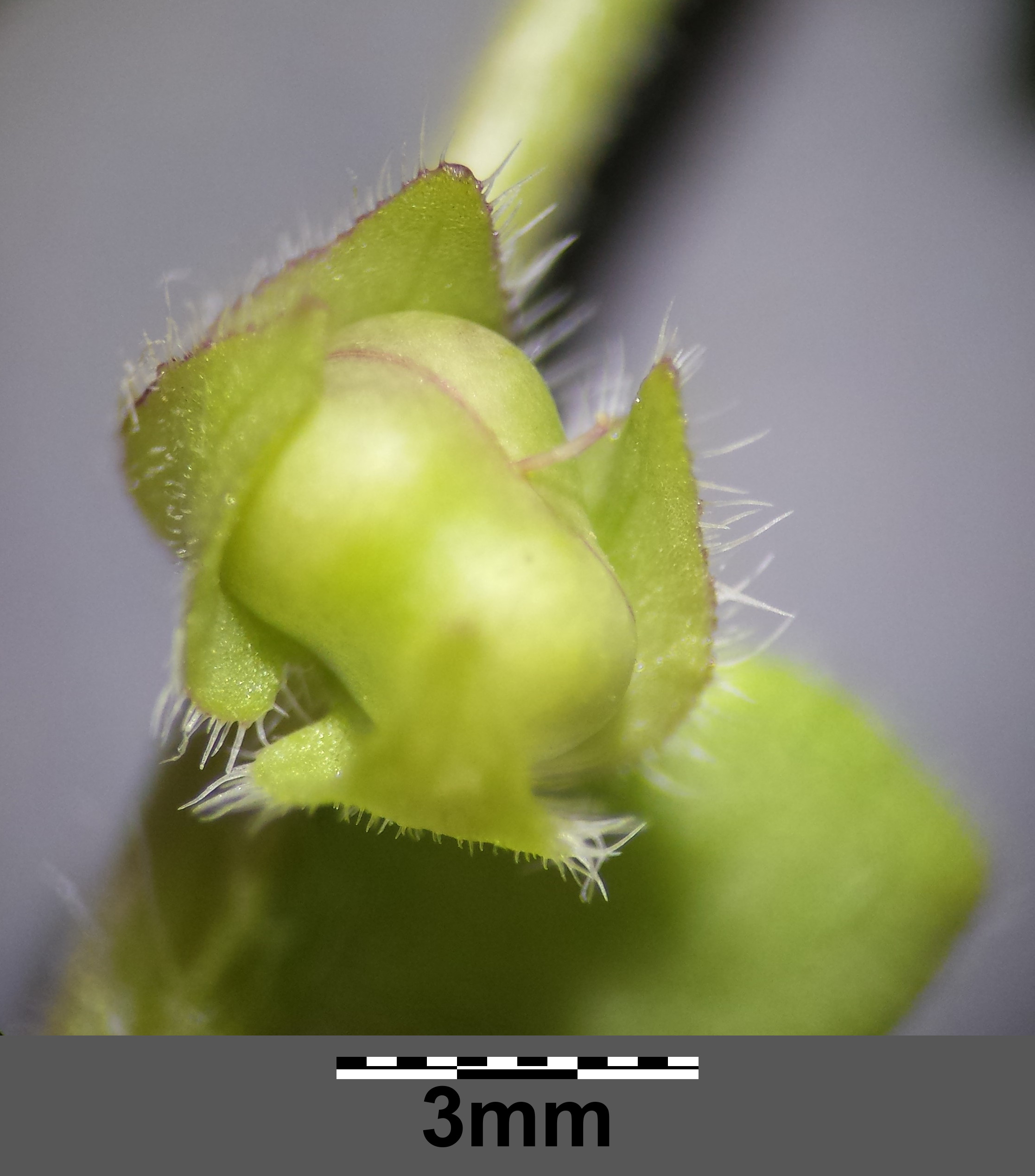
Owoc
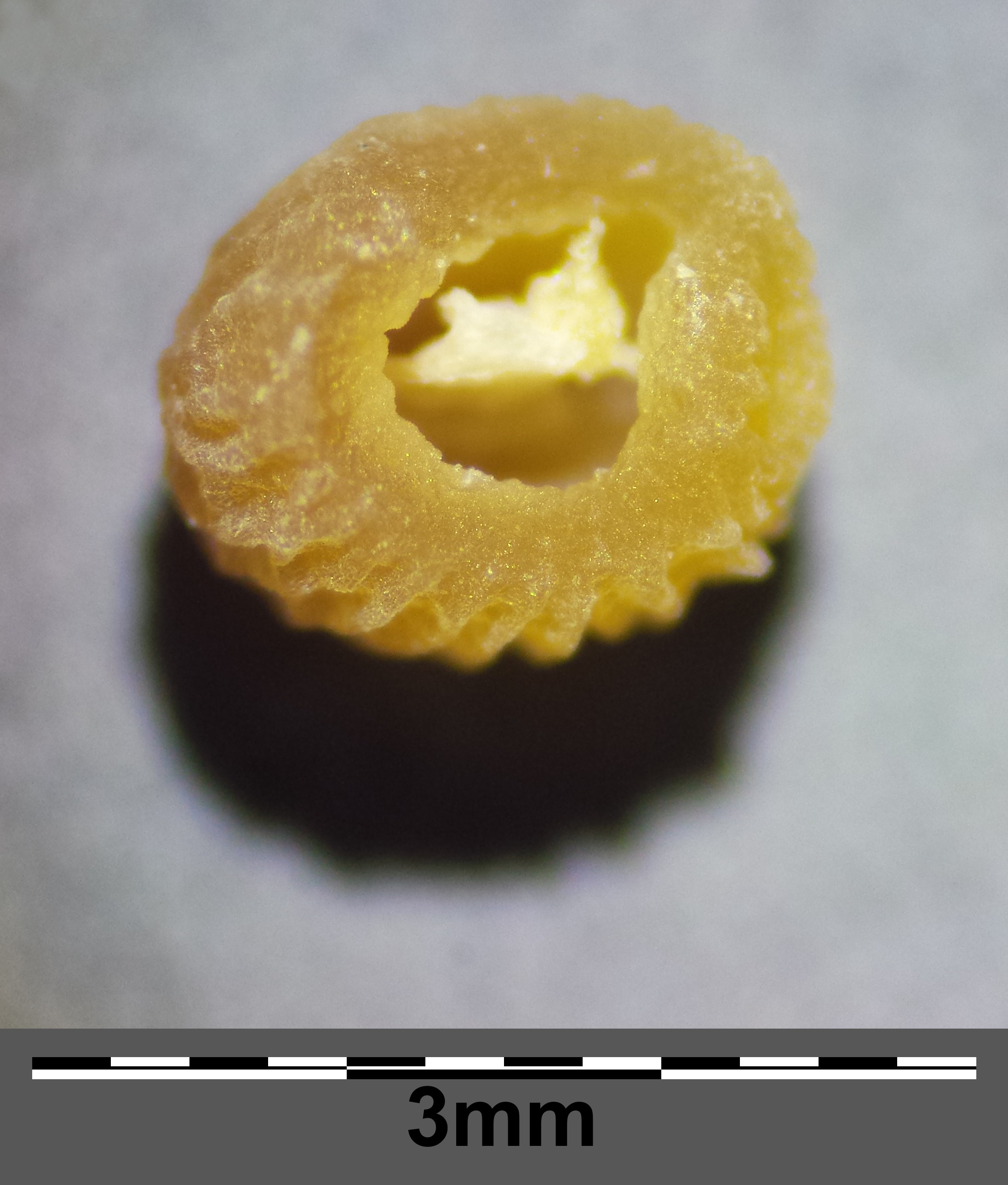
Nasiono

Gatunki podobneMoże być mylony z przetacznikiem bluszczykowym i bladym od których różni się wyraźnie krótszą szypułką kwiatową (wymienione gatunki mają szypułkę ponad 3 razy dłuższą od długości kielicha), ciemnoniebieskimi kwiatami (u tamtych dwóch są jasnoniebieskie do białawych), kielichem nie tylko orzęsionym na brzegu, ale też silnie owłosionym (u obu wymienionych gatunków kielich jest tylko orzęsiony lub rzadko owłosiony), liśćmi ciemnozielonymi, zwykle z trzema klapami (przetacznik blady zwłaszcza ma liście wyraźnie jaśniejsze, często z 5–7 klapami).

## Systematyka
Takson należy do rodzaju przetacznik Veronica do podrodzaju Cochlidiosperma (Rchb.) M. M. Mart. Ort. & Albach obejmującego 12 gatunków. W obrębie sekcji jest jednym z pięciu gatunków tworzących podsekcję subsect. Cochlidiosperma (Rchb.) Albach, które przez znaczną część XX wieku i czasem też jeszcze w XXI wieku klasyfikowane są jako szeroko ujmowany przetacznik bluszczykowy V. hederifolia sensu lato (w takim ujęciu opisywany gatunek stanowi odmianę: V. hederifolia subsp. triloba (Opiz) Čelak).

## Biologia i ekologia
Roślina jednoroczna. Kwitnie wiosną, zwykle od marca (na południu zasięgu od lutego), do maja (na północy zasięgu do czerwca). Rośnie jako chwast w uprawach na glebach wapiennych, w murawach kserotermicznych, na obszarach, gdzie został zawleczony rejestrowany jest w różnych siedliskach zaburzonych.
Liczba chromosomów 2n = 2x = 18.